# József Dzurják
József Dzurják (2 marzo 1961) è un ex calciatore ungherese, di ruolo attaccante.

## Carriera
Fu capocannoniere del campionato ungherese nel 1990. Nel 1992 ottenne lo stesso titolo nel campionato cipriota. Nel 1996 andò a giocare alle Maldive, dove in seguito allenò anche il Club Valenca nella massima serie locale

## Palmarès

### Giocatore

#### Club
- Campionato cipriota: 1

Omonia: 1992-1993
- Supercoppa di Cipro: 1

Omonia: 1991

#### Individuale
- Capocannoniere del campionato ungherese: 1

1989-1990 (18 gol)